# Nicolas Chambon de Montaux
Nicolas Chambon de Montaux (auch: Joseph Chambon; * 21. September 1748 in Breuvannes-en-Bassigny, Département Haute-Marne; † 2. November 1826 in Paris) war zwischen Dezember 1792 und Februar 1793 Oberbürgermeister von Paris.

## Biographie
Chambon wurde am 21. September 1748 in Brévannes als Sohn des Chirurgen Jean-Baptiste und dessen Ehefrau Marguerite Froussard geboren. Er studierte in Paris zunächst Medizin, ließ sich dann vorübergehend in Langres nieder, bevor er endgültig in die Hauptstadt übersiedelte. Hier machte er schnell Karriere, so unter anderem als Chefmediziner des Krankenhauses Salpêtrière, Erster Mediziner der Armee, Inspekteur der Militärhospitäler und Mitglied der Société royale de médicine. In jener Zeit entstanden zahlreiche Publikationen, die unter den Zeitgenossen eine große Popularität erreichten:
- Des maladies des femmes (Krankheiten der Frauen)
- Des maladies des filles (Krankheiten der Mädchen)
- Des maladies de la grossesse (Krankheiten [während] der Schwangerschaft)
- Observationes clinicæ (Klinische Beobachtungen)
- Traité de la fièvre maligne (Behandlung von bösartigem Fieber)
- Moyens de rendre les hôpitaux plus utiles à la nation (Möglichkeiten, Krankenhäuser für die Nation nützlicher zu machen)

Zunehmend, und besonders ab 1789, engagierte er sich auch in der Politik. So wurde Chambon schon bei Ausbruch der Französischen Revolution Kommissar zur Ernennung der konstitutionellen Priester in Paris und war in der section von Saint-Honoré aktiv. Ende des Jahres 1790 war er Steuerverwalter der Hauptstadt (administrateur des impositions et des finances). Beiläufig war er auch Arzt von Jacques Pierre Brissot (1754–1793). In der Folge schloss sich Chambon dem Jakobinerklub an und wurde nach einiger politischer Arbeit am 1. Dezember 1792 als Nachfolger des diskreditierten Jérôme Pétion de Villeneuve (1756–1794) neuer Bürgermeister von Paris. In dieser Position geriet er schnell in Kritik, besonders nachdem er gegen das Dekret vom 16. Dezember 1792, welches die noch nicht inhaftierten Angehörigen der königlichen Familie aus Frankreich verbannte, protestiert hatte. Am 4. Februar 1793 trat Chambon schließlich von allen seinen Ämtern zurück. Direkter Anlass dazu waren Proteste, die durch ein Verbot des Theaterstücks «L'Ami du Peuple» („Der Volksfreund“) hervorgerufen worden waren. 
Chambon zog sich nach Blois zurück. Erst 1804 kehrte er nach Paris zurück und verstarb dort am 2. November 1826.